# Neottia nepalensis
Neottia nepalensis är en orkidéart som först beskrevs av Nambiyath Puthansurayil Balakrishnan, och fick sitt nu gällande namn av Dariusz Lucjan Szlachetko. Neottia nepalensis ingår i släktet näströtter, och familjen orkidéer.
Artens utbredningsområde är Nepal. Inga underarter finns listade i Catalogue of Life.